# Krigsåret 1788

## Pågående krig
- Gustav III:s ryska krig (1788-1790)[1]
  - Ryssland på ena sidan.
  - Sverige på andra sidan.

- Indiankrigen (1622-1918)
  - Diverse stater i Amerika på ena sidan
  - Diverse indainstammar på andra sidan

- Kriget mot ohioindianerna (1785-1795)
  - USA på ena sidan.
  - Västra konfederationen på andra sidan.

- Rysk-turkiska kriget (1787-1791)[2]
  - Ryssland och på ena sidan
  - Ottomanska riket på andra sidan

- Österrikisk-Turkiska kriget 1788-1791
  - Österrike på ena sidan
  - Ottomanska riket på andra sidan

- Teaterkriget (1788-1789)[1]
  - Danmark på ena sidan.
  - Sverige på andra sidan.

### Fotnoter
1. 1 2  ”WHKMLA”. http://www.zum.de/whkmla/military/18cen/russwed178890.html. Läst 30 juni 2011.
2. ↑  ”WHKMLA”. http://www.zum.de/whkmla/military/18cen/russturk178791.html. Läst 30 juni 2011.